# Kongolesiska köket (Kongo-Brazzaville)
Den här artikeln behandlar matkulturerna i Kongo-Brazzaville. För matkulturerna i Kongo-Kinshasa, se Kongolesiska köket (Kongo-Kinshasa).
Kongolesiska köket är de matvanor och matkulturer som särpräglar maten i Kongo-Brazzaville. Maten består till stor del av såser och grytor, och i dessa ingår ofta ett av landets viktigaste basvaror, maniok. I grytorna ingår ofta även ris och majs, samt kött och fisk hos mer välbärgade familjer. Ostron och räkor äts ofta också, samt banan och ananas som frukt. Riset och majsen görs till gröt. Baguetter och kaffe är vanliga till frukost.
Bland vanligt förekommande rätter kan mwamba, piripirikyckling och maboke nämnas. Mwamba är en gryta där kött, ofta kyckling, nötkött eller lamm, bryns i olja, och serveras med ris, fufu samt maniok tillagat i bananlöv. Oljan som används till att steka är ofta palmolja. Rätten serveras ofta även med palmkål och bladen från maniok. Maboke är fisk som tillagats i stora blad. Bushmeat i form av apa, antilop och krokodil som röks eller grillas är relativt vanlig likaså.
Maten tillagas ofta i kastruller eller grytor över pyramideldar, med ved som drivmedel. Palmvin, öl på ingefära eller banan samt vin från sockerrör är vanliga drycker